# Formula 1 – sezona 1984.
| FIA Svjetsko prvenstvo Formule 1 1984. | FIA Svjetsko prvenstvo Formule 1 1984. |
|                                        | Prvak                                  |
| -------------------------------------- | -------------------------------------- |
| Vozač                                  | Niki Lauda (McLaren-TAG)               |
| Konstruktor                            | McLaren-TAG                            |
| Prethodna sezona                       | Sljedeća sezona                        |
| 1983.                                  | 1985.                                  |

Formula 1 – sezona 1984., bila je 35. sezona svjetskog prvenstva Formule 1. Vozilo se 16 utrka u periodu od 25. ožujka do 21. listopada 1984. godine. Svjetski prvak po treći puta postao je Niki Lauda, a konstruktorski prvak po drugi put momčad McLarena.

## Vozači i konstruktori
| Konstruktor / Momčad                                       | Šasija                       | Motor                    | Gume | Broj | Vozači             | Utrke         |
| ---------------------------------------------------------- | ---------------------------- | ------------------------ | ---- | ---- | ------------------ | ------------- |
| Brabham-BMW MRD International                              | Brabham BT53                 | BMW M12/13 L4 t 1.5      | M    | 1    | Nelson Piquet      | Sve           |
| Brabham-BMW MRD International                              | Brabham BT53                 | BMW M12/13 L4 t 1.5      | M    | 2    | Teo Fabi           | 1-5, 8, 10-15 |
| Brabham-BMW MRD International                              | Brabham BT53                 | BMW M12/13 L4 t 1.5      | M    | 2    | Corrado Fabi       | 6-7, 9        |
| Brabham-BMW MRD International                              | Brabham BT53                 | BMW M12/13 L4 t 1.5      | M    | 2    | Manfred Winkelhock | 16            |
| Tyrrell-Ford Cosworth Tyrrell Racing Organisation          | Tyrrell 012                  | Ford Cosworth DFY V8 3.0 | G    | 3    | Martin Brundle     | 1-9           |
| Tyrrell-Ford Cosworth Tyrrell Racing Organisation          | Tyrrell 012                  | Ford Cosworth DFY V8 3.0 | G    | 3    | Stefan Johansson   | 10-13         |
| Tyrrell-Ford Cosworth Tyrrell Racing Organisation          | Tyrrell 012                  | Ford Cosworth DFY V8 3.0 | G    | 4    | Stefan Bellof      | 1-10, 12-13   |
| Tyrrell-Ford Cosworth Tyrrell Racing Organisation          | Tyrrell 012                  | Ford Cosworth DFY V8 3.0 | G    | 4    | Mike Thackwell     | 11            |
| Williams-Honda Williams Grand Prix Engineering             | Williams FW09 Williams FW09B | Honda RA163E V6 t 1.5    | G    | 5    | Jacques Laffite    | Sve           |
| Williams-Honda Williams Grand Prix Engineering             | Williams FW09 Williams FW09B | Honda RA163E V6 t 1.5    | G    | 6    | Keke Rosberg       | Sve           |
| McLaren-TAG Porsche Marlboro McLaren International         | McLaren MP4/2                | TAG Porsche P01 V6 t 1.5 | M    | 7    | Alain Prost        | Sve           |
| McLaren-TAG Porsche Marlboro McLaren International         | McLaren MP4/2                | TAG Porsche P01 V6 t 1.5 | M    | 8    | Niki Lauda         | Sve           |
| RAM-Hart Skoal Bandit Formula 1 Team                       | RAM 01 RAM 02                | Hart 415T L4 t 1.5       | P    | 9    | Philippe Alliot    | Sve           |
| RAM-Hart Skoal Bandit Formula 1 Team                       | RAM 01 RAM 02                | Hart 415T L4 t 1.5       | P    | 10   | Jonathan Palmer    | 1-6, 8-16     |
| RAM-Hart Skoal Bandit Formula 1 Team                       | RAM 01 RAM 02                | Hart 415T L4 t 1.5       | P    | 10   | Mike Thackwell     | 7             |
| Lotus-Renault John Player Team Lotus                       | Lotus 95T                    | Renault EF4 V6 t 1.5     | G    | 11   | Elio de Angelis    | Sve           |
| Lotus-Renault John Player Team Lotus                       | Lotus 95T                    | Renault EF4 V6 t 1.5     | G    | 12   | Nigel Mansell      | Sve           |
| ATS-BMW Team ATS                                           | ATS D7                       | BMW M12/13 L4 t 1.5      | P    | 14   | Manfred Winkelhock | 1-14          |
| ATS-BMW Team ATS                                           | ATS D7                       | BMW M12/13 L4 t 1.5      | P    | 14   | Gerhard Berger     | 16            |
| ATS-BMW Team ATS                                           | ATS D7                       | BMW M12/13 L4 t 1.5      | P    | 31   | Gerhard Berger     | 12, 14-15     |
| Renault Equipe Renault Elf                                 | Renault RE50                 | Renault EF4 V6 t 1.5     | M    | 15   | Patrick Tambay     | Sve           |
| Renault Equipe Renault Elf                                 | Renault RE50                 | Renault EF4 V6 t 1.5     | M    | 16   | Derek Warwick      | Sve           |
| Renault Equipe Renault Elf                                 | Renault RE50                 | Renault EF4 V6 t 1.5     | M    | 33   | Philippe Streiff   | 16            |
| Arrows-Ford Cosworth Arrows-BMW Barclay Nordica Arrows BMW | Arrows A6                    | Ford Cosworth DFV V8 3.0 | G    | 17   | Marc Surer         | 1-3, 5, 7-8   |
| Arrows-Ford Cosworth Arrows-BMW Barclay Nordica Arrows BMW | Arrows A6                    | Ford Cosworth DFV V8 3.0 | G    | 18   | Thierry Boutsen    | 1-2, 4        |
| Arrows-Ford Cosworth Arrows-BMW Barclay Nordica Arrows BMW | Arrows A7                    | BMW M12/13 L4 t 1.5      | G    | 17   | Marc Surer         | 4, 6, 9-16    |
| Arrows-Ford Cosworth Arrows-BMW Barclay Nordica Arrows BMW | Arrows A7                    | BMW M12/13 L4 t 1.5      | G    | 18   | Thierry Boutsen    | 3, 5-16       |
| Toleman-Hart Toleman Group Motorsport                      | Toleman TG183B Toleman TG184 | Hart 415T L4 t 1.5       | P M  | 19   | Ayrton Senna       | 1-13, 15-16   |
| Toleman-Hart Toleman Group Motorsport                      | Toleman TG183B Toleman TG184 | Hart 415T L4 t 1.5       | P M  | 19   | Stefan Johansson   | 14            |
| Toleman-Hart Toleman Group Motorsport                      | Toleman TG183B Toleman TG184 | Hart 415T L4 t 1.5       | P M  | 20   | Johnny Cecotto     | 1-10          |
| Toleman-Hart Toleman Group Motorsport                      | Toleman TG183B Toleman TG184 | Hart 415T L4 t 1.5       | P M  | 20   | Pierluigi Martini  | 14            |
| Toleman-Hart Toleman Group Motorsport                      | Toleman TG183B Toleman TG184 | Hart 415T L4 t 1.5       | P M  | 20   | Stefan Johansson   | 15-16         |
| Spirit-Hart Spirit-Ford Cosworth Spirit Racing             | Spirit 101                   | Hart 415T L4 t 1.5       | P    | 21   | Mauro Baldi        | 1-6, 15-16    |
| Spirit-Hart Spirit-Ford Cosworth Spirit Racing             | Spirit 101                   | Hart 415T L4 t 1.5       | P    | 21   | Huub Rothengatter  | 7, 9-14       |
| Spirit-Hart Spirit-Ford Cosworth Spirit Racing             | Spirit 101D                  | Ford Cosworth DFV V8 3.0 | P    | 21   | Huub Rothengatter  | 8             |
| Alfa Romeo Benetton Team Alfa Romeo                        | Alfa Romeo 184T              | Alfa Romeo 890T V8 t 1.5 | G    | 22   | Riccardo Patrese   | Sve           |
| Alfa Romeo Benetton Team Alfa Romeo                        | Alfa Romeo 184T              | Alfa Romeo 890T V8 t 1.5 | G    | 23   | Eddie Cheever      | Sve           |
| Osella-Alfa Romeo Osella Squadra Corse                     | Osella FA1F                  | Alfa Romeo 890T V8 t 1.5 | P    | 24   | Piercarlo Ghinzani | Sve           |
| Osella-Alfa Romeo Osella Squadra Corse                     | Osella FA1F                  | Alfa Romeo 890T V8 t 1.5 | P    | 30   | Jo Gartner         | 10–16         |
| Osella-Alfa Romeo Osella Squadra Corse                     | Osella FA1E                  | Alfa Romeo 1260 V12 3.0  | P    | 30   | Jo Gartner         | 4             |
| Ligier-Renault Ligier Loto                                 | Ligier JS23                  | Renault EF4 V6 t 1.5     | M    | 25   | François Hesnault  | Sve           |
| Ligier-Renault Ligier Loto                                 | Ligier JS23                  | Renault EF4 V6 t 1.5     | M    | 26   | Andrea de Cesaris  | Sve           |
| Ferrari Scuderia Ferrari SpA SEFAC                         | Ferrari F126C4               | Ferrari 031 V6 t 1.5     | G    | 27   | Michele Alboreto   | Sve           |
| Ferrari Scuderia Ferrari SpA SEFAC                         | Ferrari F126C4               | Ferrari 031 V6 t 1.5     | G    | 28   | René Arnoux        | Sve           |

## Utrke
|     | Utrka                                              | 1.                              | 2.                              | 3.                              |
| --- | -------------------------------------------------- | ------------------------------- | ------------------------------- | ------------------------------- |
|     |                                                    |                                 |                                 |                                 |
| 1.  | VN Brazila, Jacarepagua 25. ožujka 1984.           | Alain Prost McLaren-TAG Porsche | Keke Rosberg Williams-Honda     | Elio de Angelis Lotus-Renault   |
| 2.  | VN Južne Afrike, Kyalami 7. travnja 1984.          | Niki Lauda McLaren-TAG Porsche  | Alain Prost McLaren-TAG Porsche | Derek Warwick Renault           |
| 3.  | VN Belgije, Zolder 29. travnja 1984.               | Michele Alboreto Ferrari        | Derek Warwick Renault           | René Arnoux Ferrari             |
| 4.  | VN San Marina, Imola 6. svibnja 1984.              | Alain Prost McLaren-TAG Porsche | René Arnoux Ferrari             | Elio de Angelis Lotus-Renault   |
| 5.  | VN Francuske, Dijon-Prenois 20. svibnja 1984.      | Niki Lauda McLaren-TAG Porsche  | Patrick Tambay Renault          | Nigel Mansell Lotus-Renault     |
| 6.  | VN Monaka, Monte Carlo 3. lipnja 1984.             | Alain Prost McLaren-TAG Porsche | Ayrton Senna Toleman-Hart       | René Arnoux Ferrari             |
| 7.  | VN Kanade, Montreal 17. lipnja 1984.               | Nelson Piquet Brabham-BMW       | Niki Lauda McLaren-TAG Porsche  | Alain Prost McLaren-TAG Porsche |
| 8.  | VN SAD Istok, Detroit 24. lipnja 1984.             | Nelson Piquet Brabham-BMW       | Elio de Angelis Lotus-Renault   | Teo Fabi Brabham-BMW            |
| 9.  | VN SAD, Dallas 8. srpnja 1984.                     | Keke Rosberg Williams-Honda     | René Arnoux Ferrari             | Elio de Angelis Lotus-Renault   |
| 10. | VN Velike Britanije, Brands Hatch 22. srpnja 1984. | Niki Lauda McLaren-TAG Porsche  | Derek Warwick Renault           | Ayrton Senna Toleman-Hart       |
| 11. | VN Njemačke, Hockenheim 5. kolovoza 1984.          | Alain Prost McLaren-TAG Porsche | Niki Lauda McLaren-TAG Porsche  | Derek Warwick Renault           |
| 12. | VN Austrije, Österreichring 19. kolovoza 1984.     | Niki Lauda McLaren-TAG Porsche  | Nelson Piquet Brabham-BMW       | Michele Alboreto Ferrari        |
| 13. | VN Nizozemske, Zandvoort 26. kolovoza 1984.        | Alain Prost McLaren-TAG Porsche | Niki Lauda McLaren-TAG Porsche  | Nigel Mansell Lotus-Renault     |
| 14. | VN Italije, Monza 9. rujna 1984.                   | Niki Lauda McLaren-TAG Porsche  | Michele Alboreto Ferrari        | Riccardo Patrese Alfa Romeo     |
| 15. | VN Europe, Nürburgring 7. listopada 1984.          | Niki Lauda McLaren-TAG Porsche  | Michele Alboreto Ferrari        | Nelson Piquet Brabham-BMW       |
| 16. | VN Portugala, Estoril 21. listopada 1984.          | Alain Prost McLaren-TAG Porsche | Niki Lauda McLaren-TAG Porsche  | Ayrton Senna Toleman-Hart       |
|     |                                                    |                                 |                                 |                                 |

## Konačni poredak

### Vozači
| Mjesto | Vozač              | Bodovi |
| ------ | ------------------ | ------ |
| 1.     | Niki Lauda         | 72     |
| 2.     | Alain Prost        | 71.5   |
| 3.     | Elio de Angelis    | 34     |
| 4.     | Michele Alboreto   | 30.5   |
| 5.     | Nelson Piquet      | 29     |
| 6.     | René Arnoux        | 27     |
| 7.     | Derek Warwick      | 23     |
| 8.     | Keke Rosberg       | 20.5   |
| 9.     | Ayrton Senna       | 13     |
| 10.    | Nigel Mansell      | 13     |
| 11.    | Patrick Tambay     | 11     |
| 12.    | Teo Fabi           | 9      |
| 13.    | Riccardo Patrese   | 8      |
| 14.    | Jacques Laffite    | 5      |
| 15.    | Thierry Boutsen    | 5      |
| 16.    | Stefan Johansson   | 3      |
| 17.    | Eddie Cheever      | 3      |
| 18.    | Andrea de Cesaris  | 3      |
| 19.    | Piercarlo Ghinzani | 2      |
| 20.    | Marc Surer         | 1      |

### Konstruktori
| Pozicija | Konstruktor          | Bodovi |
| -------- | -------------------- | ------ |
| 1.       | McLaren-TAG Porsche  | 143.5  |
| 2.       | Ferrari              | 57.5   |
| 3.       | Lotus-Renault        | 47     |
| 4.       | Brabham-BMW          | 38     |
| 5.       | Renault              | 34     |
| 6.       | Williams-Honda       | 25.5   |
| 7.       | Toleman-Hart         | 16     |
| 8.       | Alfa Romeo           | 11     |
| 9.       | Ligier-Renault       | 3      |
| 10.      | Arrows-Ford Cosworth | 3      |
| 11.      | Arrows-BMW           | 3      |
| 12.      | Osella-Alfa Romeo    | 2      |

## Vanjske poveznice
- Službena stranica Formule 1